# Von heute auf morgen

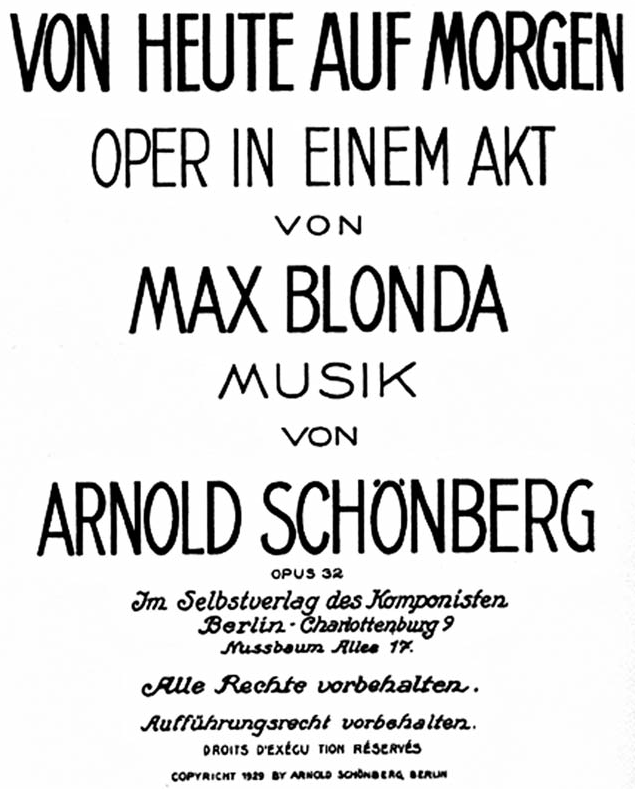
Librettots titelsida.

Von heute auf morgen (Från dag till dag) är en opera i en akt med musik av Arnold Schönberg och libretto av Max Blonda (pseudonym för kompositörens hustru Gertrud Schönberg).

## Historia
Arnold Schönberg var konservativt lagd, såväl i sin konst som i sitt privatliv. Ett år efter att hans första hustru avlidit gifte han om sig med Gertrud Kolisch (syster till violinisten Rudolf Kolisch). Gertrud delade hans uppfattning om moral och tradition. Båda fann det nya, moderna livet omoraliskt och i slutändan farligt för ett sunt samhälle. Hur eniga de var om detta visar operan Von heute auf morgen, vars text Gertrud skrev under pseudonymen Max Blonda. Schönberg beundrade djupt Paul Hindemiths zeitoper Neues vom Tage (1929) och valde därför ett liknande ämne till sin opera. Musiken är skriven i sträng tolvtonsmusik men innehåller parodier på både jazz och wienervalser. Trots sin lätta ton blev operan aldrig populär. Operan kräver dessutom stor koncentration och ansträngning från sångarnas sida. 
Von heute auf morgen var den första operan komponerad enligt tolvtonsmusik-principen, dessutom Schönbergs enda komiska opera.
Operan uruppfördes 1 januari 1930 på Alte Oper i Frankfurt am Main.

## Personer
- En äkta maka (sopran)
- En äkta make (baryton)
- Väninnan (sopran)
- Sångaren (tenor)
- Barnet (talroll)

## Handling
Speltid cirka 55 minuter
Ett äkta par kommer hem efter en munter fest. Mannen kan inte glömma hustruns förtjusande väninna. Hans maka bestämmer sig för att lära honom en läxa. Hon klär sig modernt och framställer sig som en "modern" kvinna, som inte längre vill spela rollen av en präktig husmor. Hon säger sig också vara attraherad av en sångare. Det blir till en uppgörelse dem emellan. Kvinnan byter till en raffinerad negligé och väcker deras lille son men vägrar att sköta om honom. När mannen från gasverket kommer och skall ha betalt vägrar hon betala och säger att hon har förbrukat alla sina pengar på kläder. Sångaren och väninnan ringer och ber paret komma till närmaste bar. Medan hon byter till en elegant aftonklänning blir mannen svartsjuk på sångaren och erkänner att han ändå älskar sin hustru som hon är. När väninnan och sångaren kommer på besök, har makarnas förhållande stabiliserats. När makarna inte vill följa med dem får de höra att de är omoderna. Mannen har insett fördelarna med det traditionella äktenskapet och vill inte längre leva "från dag till dag" och lämna sin hustru. Nästa dag sitter de vid frukostbordet och diskuterar kvällens händelse. Därmed "besvarar" ridåfallet barnets slutfråga om vad moderna människor är för något.